# Mélodie Lesueur
Mélodie Lesueur née le 12 mars 1990 à Beauvais, est une coureuse cycliste française. Elle a notamment été championne de France sur route en 2010.

## Biographie
Elle commence le cyclisme à l'âge de quatre ans dans l'Association cycliste d'Ons-en-Bray dans l'Oise. Elle y gagne de nombreux titres de championne de l'Oise et de Picardie avant d'intégrer le club cycliste de Formerie avec lequel elle gagne le Championnat de France junior du contre-la-montre à Cusset en 2008.
Mélodie Lesueur obtient son premier contrat professionnel en 2009 dans l'équipe ESGL 93-GSD Gestion et remporte son premier grand titre aux championnats de France de cyclisme sur route 2010 à Chantonnay. Le 14 juillet 2011, elle devient championne d'Europe du contre-la-montre espoirs.

## Palmarès
- 2008
  -  Championne de France du contre-la-montre juniors
  - Chrono des Nations juniors
- 2009
  - Tour de Charente-Maritime :
    - Classement général
    - 1 étape

  - Meilleur jeune de la Route de France féminine
  - 2e du championnat de France sur route espoirs
  - 2e du championnat de France du contre-la-montre espoirs
- 2010
  -  Championne de France sur route
  -  Championne de France sur route espoirs
  - 3e du championnat de France du contre-la-montre espoirs
- 2011
  -  Championne d'Europe du contre-la-montre espoirs
  - Coupe de France espoirs
  - 3e de la Coupe de France
  - 9e du championnat du monde contre-la-montre juniors
- 2012
  - 3e du championnat de France du contre-la-montre espoirs
- 2013
  - 3e du championnat de France du contre-la-montre
- 2014
  - 2e du championnat de France sur route
  - 3e de la Classic Féminine de Vienne Poitou-Charentes
  - 3e du Chrono des Nations-Les Herbiers-Vendée
- 2017
  - Tour féminin de Guadeloupe
- 2018
  - Tour féminin de Guadeloupe

## Classements mondiaux
| Année                                 | 2009 | 2010 | 2011 | 2012 | 2013 | 2014 | 2015 | 2016 | 2017 | 2018 |
| ------------------------------------- | ---- | ---- | ---- | ---- | ---- | ---- | ---- | ---- | ---- | ---- |
| Classement UCI                        | 115e | 121e | 122e | 226e | 294e | 94e  | 466e | 502e | nc   | 687e |
|                                       |      |      |      |      |      |      |      |      |      |      |
| Légende : nc = non classéSource : UCI |      |      |      |      |      |      |      |      |      |      |